# Вошберн (Мисури)
Вошберн (енгл. Washburn) град је у америчкој савезној држави Мисури.

## Демографија
По попису из 2010. године број становника је 435, што је 13 (-2,9%) становника мање него 2000. године.
| Група             | 2000.       | 2010.       |
| Белци             | 424 (94,6%) | 394 (90,6%) |
| Афроамериканци    | 0 (0,0%)    | 0 (0,0%)    |
| Азијати           | 0 (0,0%)    | 0 (0,0%)    |
| Хиспаноамериканци | 9 (2,0%)    | 20 (4,6%)   |
| Укупно            | 448         | 435         |